# 스베틀라나 알릴루예바

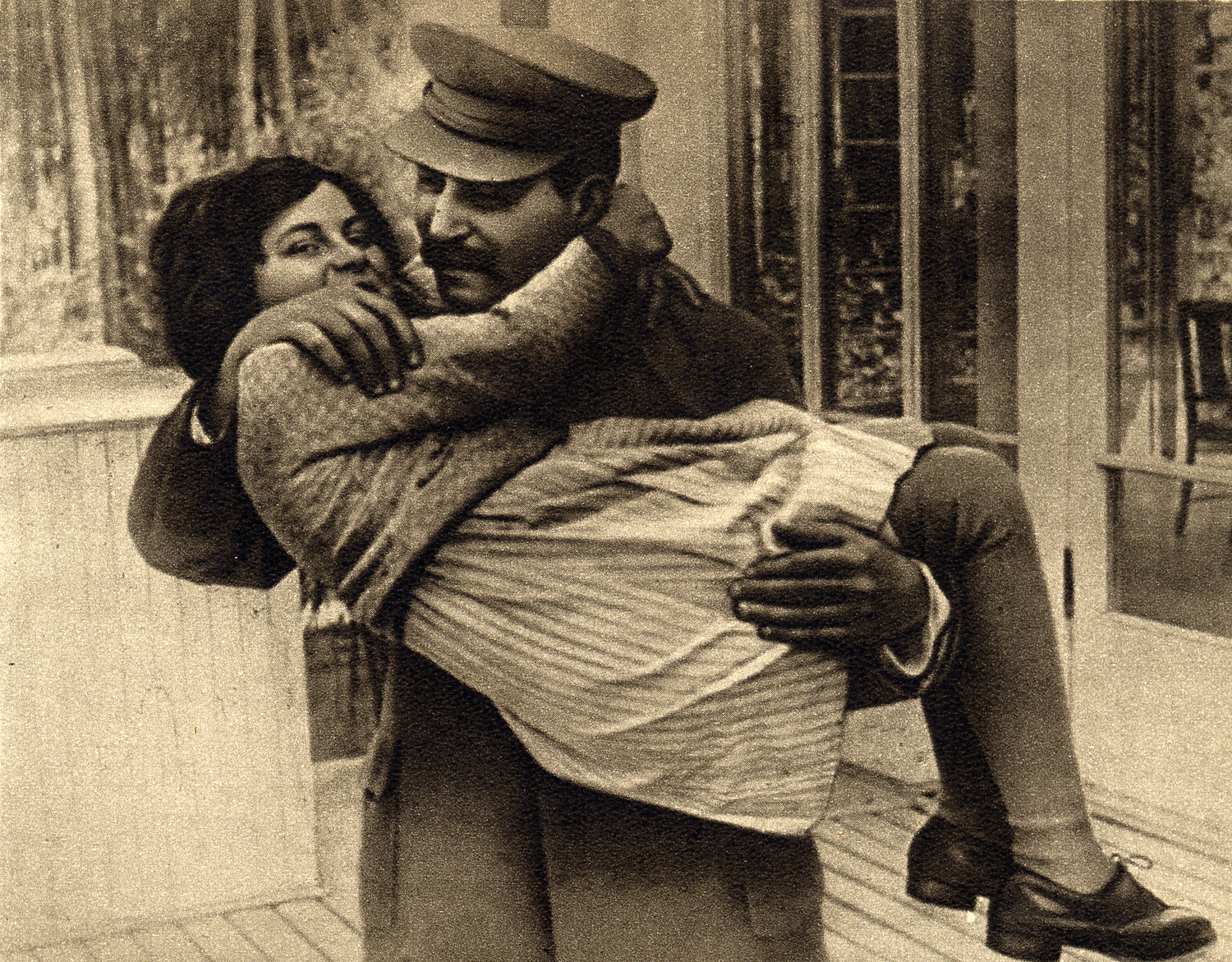
스베틀라나와 아버지 이오시프 스탈린, 1935년.

스베틀라나 이오시포브나 알릴루예바(러시아어: Светла́на Ио́сифовна Аллилу́ева, 조지아어: სვეტლანა ალილუევა, 1926년 2월 28일 ~ 2011년 11월 22일)는 소련 공산당 서기장 이오시프 스탈린과 스탈린의 두 번째이자 마지막 부인 나데즈다 알릴루예바의 막내딸이다. 위로 오빠 바실리 스탈린(Vasily Stalin, 1921~1962)이 있다.

## 생애[1]
증언에 따르면 스탈린은 격무에 시달리다가도 집에 돌아오면 "나의 작은 참새는 어디에 있나?"며 딸을 찾았고, 항상 딸을 '작은 참새'라고 불렀다고 한다. 스베틀라나가 6살 때인 1932년 11월 9일 어머니 나데즈다 알릴루예바가 자살했지만 스탈린은 그녀가 충수염으로 사망했다고 공식 발표했다. 16살의 어느날 스베틀라나는 가족처럼 지내던 스탈린의 측근 집에서 어머니의 자살을 보도하던 런던발 뉴스를 우연히 듣고 어머니가 권총으로 자살한 것이라는 것을 알게 된다. 스베틀라나는 이후 방황하기 시작했고, 유부남인 유대인 영화감독 알렉세이 카플러(Alexei Kapler)와 사랑에 빠졌으나 결국 아버지에 의해 그가 체포되고 투옥되게 만들 뿐이었다. 하지만 스베틀라나는 여전히 아버지에 반항하여 모스크바 대학의 동료 학생이자 유대인인 그리고리 모로조프(Grigori Morozov)와 결혼했고, 1947년에 이혼한다. 스탈린은 1949년 자신의 측근 안드레이 즈다노프의 아들이자 촉망받는 당 관료 유리 즈다노프(Yuri Zhdanov)에게 스베틀라나를 다시 결혼시켰으나 그 결혼 역시 파경에 이른다. 두 번의 결혼에서 두 명의 자녀를 두었다.
1953년 스탈린이 사망하자 스베틀라나는 바로 아버지의 성을 버리고 어머니의 성을 따라 스베틀라나 알릴루예바가 된다. 1963년에는 모스크바에 체류 중이던 인도 공산주의자 브라제시 싱(Brajesh Singh)을 만나 4년 동안 동거했으며 1967년 병약했던 그가 죽자 그의 유골을 인도에 있는 그의 가족에게 전해준다는 명목으로 소련 당국의 허가를 받아 여행 도중 미국대사관에 정치적 망명을 신청한다. 그렇게 서방 세계로 간 그녀는 아버지를 부정하며 두 권의 자서전 《한 친구에게 보내는 20통의 편지》(1967)와 《바로 그 해》(1969)를 출간한다. 1970년 미국인 건축가 윌리엄 웨슬리 피터스와 결혼한 후 라나 피터스라는 이름으로 바꾼 그녀는 46세 늦은 나이에 딸 올가를 낳았으나 결혼 4년 만인 1973년 이혼하고 영국으로 이주한다.
1984년 서방 생활을 청산하고 소련으로 돌아간 스베틀라나는 서방 사회에 대한 환멸을 담은 《아득한 음악》을 출간한다. 하지만 소련을 견디기 힘들어 3년 뒤인 1987년 다시 미국행을 감행하고, 1988년에는 다시 영국으로 향했으며, 1990년에는 감정조절에 심각한 문제를 지닌 사람들을 돌보는 요양 시설에 거주하고 있다는 소식이 전해지기도 했지만 이내 잊혀졌다. 2011년 11월 22일 스베틀라나는 미국에서 고단한 삶의 여정을 마쳤다.